# 史蒂芬奴斯頁碼

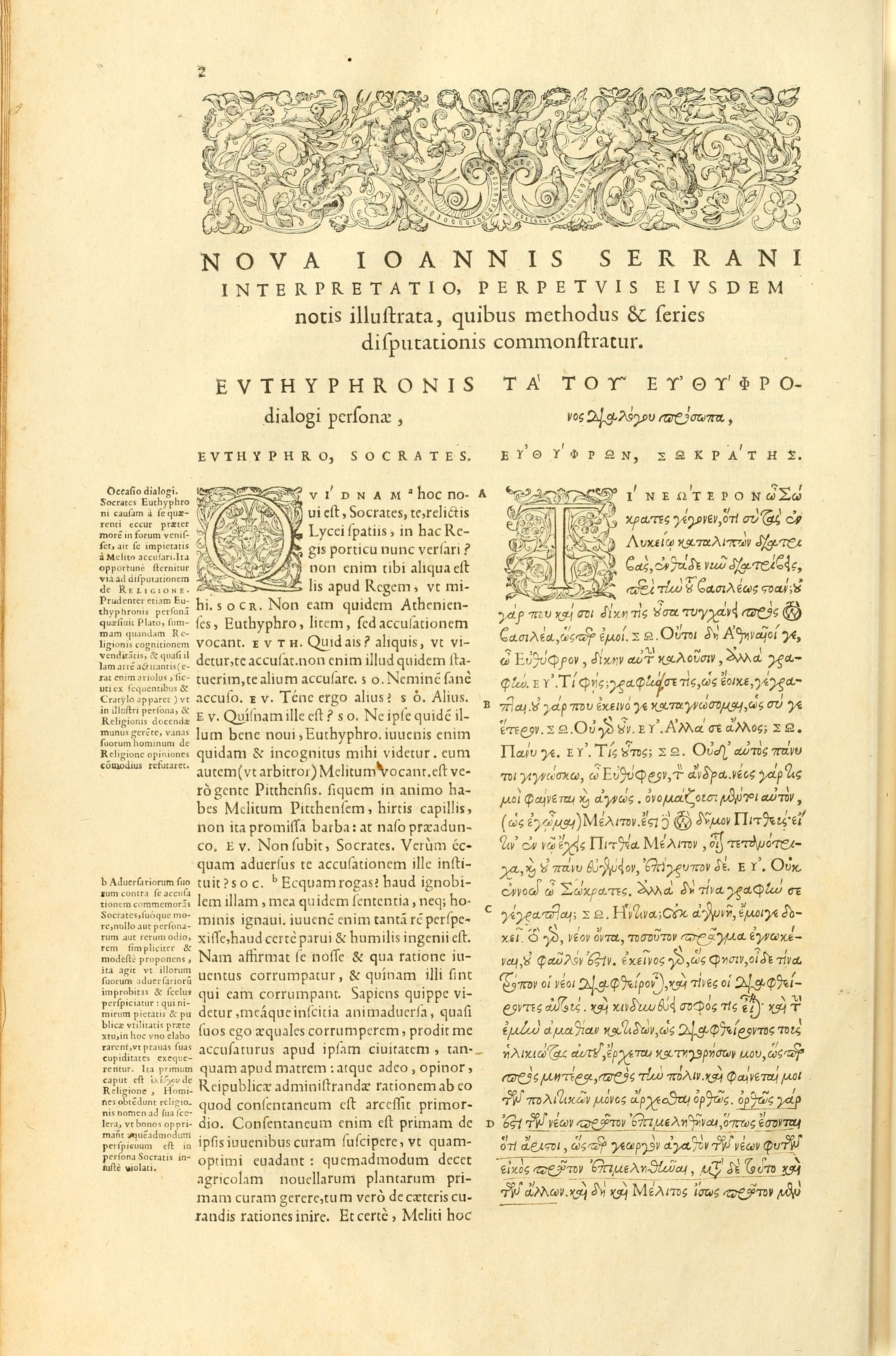
艾蒂安版《柏拉圖全集》第一卷第2頁，印有《游敘弗倫篇》的開頭

史蒂芬奴斯頁碼是現代研究柏拉圖著作的學者所使用的、國際間通用的引用頁碼，以尚·德·塞爾翻譯、亨利·艾蒂安（拉丁語又名 ）1578年出版的三卷古希臘語、拉丁語雙語對照本《柏拉圖全集》的頁碼爲基準。
在艾蒂安版的文本中，每頁由上而下分爲5小節，每小節以abcde五個拉丁字母之一指代，因此柏拉圖作品的每一章都可以用其所出現的頁碼和小節字母進行指代。但須注意的是，由於艾蒂安版三卷文本中的每一卷都從第1頁開始計數，所以出現在不同卷中的對話篇可能出現頁碼雷同的情況。因此，在以史蒂芬奴斯頁碼引用柏拉圖著作時必須指明所引用的著作名（通常以拉丁文），亞里士多德著作標準的貝克爾頁碼則不存在這個問題。
由於艾蒂安版文本中每頁附有批註，所以依批註長短差異每頁的長度也有所變化。此外，在《理想國》和《法律篇》兩部多篇章的著作中，每一章之前都附有編者的導言，因此章與章之間的頁碼不是連續的。
例如：柏拉圖的《會飲篇》（拉丁語：Symposium）在艾蒂安版中出現在第三卷，其第一段頁碼爲172頁，小節號爲a，所以引用這一小節的標準寫法爲：Symposium 172a. 如果需要再細分行數的話，通常學界以約翰·伯納特本五卷古希臘語《柏拉圖全集》的行號爲基準，所以例如《會飲篇》209頁a小節第5–9行可以寫成：Symposium 209a5–9 或縮寫成 Pl. Symp. 209a5–9 （縮寫列表見此）。

## 柏拉圖對話錄
以下列出柏拉圖所有對話錄中文、拉丁文名及其對應的史蒂芬奴斯頁碼：

### 第一卷
- (2a–16a) 《游叙弗伦篇》 Euthyphro
- (17a–42a) 《申辯篇》 Apologia
- (43a–54e) 《克力同篇》 Crito
- (57a–118a) 《斐多篇》 Phaedo
- (121a–131a) 《塞亞革斯篇（英语：Theages (dialogue)）》 Theages
- (132a–139a) 《競爭者篇（英语：Rival Lovers）》 Amatores
- (142a–210d) 《泰阿泰德篇》 Theaetetus
- (216a–268b) 《智士篇》 Sophista
- (271a–307c) 《歐緒德謨篇（英语：Euthydemus (dialogue)）》 Euthydemus
- (309a–362a) 《普羅泰戈拉篇（英语：Protagoras (dialogue)）》 Protagoras
- (363a–376c) 《小希庇亞篇（英语：Hippias Minor）》 Hippias Minor
- (383a–440e) 《克拉底魯篇》 Cratylus
- (447a–527e) 《高尔吉亚篇》 Gorgias
- (530a–542b) 《伊安篇（英语：Ion (dialogue)）》 Ion

### 第二卷
- (11a–67b) 《菲力帕斯篇》 Philebus
- (70a–100b) 《美诺篇》 Meno
- (103a–135e) 《阿奇拜得篇之一（英语：First Alcibiades）》 Alcibiades I
- (138a–151c) 《阿奇拜得篇之二（英语：Second Alcibiades）》 Alcibiades II
- (153a–176d) 《卡爾米德篇（英语：Charmides (dialogue)）》 Charmides
- (178a–201c) 《拉凱斯篇（英语：Laches (dialogue)）》 Laches
- (203a–223b) 《呂西斯篇（英语：Lysis (dialogue)）》 Lysis
- (225a–232c) 《希帕庫篇（英语：Hipparchus (dialogue)）》 Hipparchus
- (234a–249e) 《美涅克塞努篇》 Menexenus
- (257a–311c) 《政治家篇》 Politicus
- (313a–321d) 《彌努斯篇（英语：Minos (dialogue)）》 Minos
- 《理想国》 Respublica

- (327a–354c) 《理想國·第一章》 Respublica I
- (357a–383c) 《理想國·第二章》 Respublica II
- (386a–417b) 《理想國·第三章》 Respublica III
- (419a–445e) 《理想國·第四章》 Respublica IV
- (449a–480a) 《理想國·第五章》 Respublica V
- (484a–511e) 《理想國·第六章》 Respublica VI
- (514a–541b) 《理想國·第七章》 Respublica VII
- (543a–569c) 《理想國·第八章》 Respublica VIII
- (571a–592b) 《理想國·第九章》 Respublica IX
- (595a–621d) 《理想國·第十章》 Respublica X

- 《法律篇》 Leges

- (624a–650b) 《法律篇·第一章》 Leges I
- (652a–674c) 《法律篇·第二章》 Leges II
- (676a–702e) 《法律篇·第三章》 Leges III
- (704a–724b) 《法律篇·第四章》 Leges IV
- (726a–747e) 《法律篇·第五章》 Leges V
- (751a–785b) 《法律篇·第六章》 Leges VI
- (788a–824a) 《法律篇·第七章》 Leges VII
- (828a–850c) 《法律篇·第八章》 Leges VIII
- (853a–882c) 《法律篇·第九章》 Leges IX
- (884a–910d) 《法律篇·第十章》 Leges X
- (913a–938c) 《法律篇·第十一章》 Leges XI
- (941a–969d) 《法律篇·第十二章》 Leges XII

- (973a–992e) 《厄庇諾米斯篇》 Epinomis

### 第三卷
- (17a–92c) 《蒂邁歐篇》 Timaeus
- (106a–121c) 《克里底亞篇（英语：Critias (dialogue)）》 Critias
- (126a–166c) 《巴曼尼得斯篇》 Parmenides
- (172a–223d) 《會飲篇》 Symposium
- (227a–279c) 《費德魯斯篇》 Phaedrus
- (281a–304e) 《大希庇亞篇（英语：Hippias Major）》 Hippias Major
- (309a–363e) 《書信篇》 Epistolae
  - (309a–310b) 《第一篇書信（英语：First Letter (Plato)）》 Epistola I
  - (310b–315a) 《第二篇書信（英语：Second Letter (Plato)）》 Epistola II
  - (315a–319e) 《第三篇書信（英语：Third Letter (Plato)）》 Epistola III
  - (320a–321c) 《第四篇書信（英语：Fourth Letter (Plato)）》 Epistola IV
  - (321c–322c) 《第五篇書信（英语：Fifth Letter (Plato)）》 Epistola V
  - (322c–323d) 《第六篇書信（英语：Sixth Letter (Plato)）》 Epistola VI
  - (323d–352a) 《第七篇書信（英语：Seventh Letter (Plato)）》 Epistola VII
  - (352b–357d) 《第八篇書信（英语：Eighth Letter (Plato)）》 Epistola VIII
  - (357d–358b) 《第九篇書信（英语：Ninth Letter (Plato)）》 Epistola IX
  - (358b–358c) 《第十篇書信（英语：Tenth Letter (Plato)）》 Epistola X
  - (358d–359c) 《第十一篇書信（英语：Eleventh Letter (Plato)）》 Epistola XI
  - (359c–359e) 《第十二篇書信（英语：Twelfth Letter (Plato)）》 Epistola XII
  - (360a–363e) 《第十三篇書信（英语：Thirteenth Letter (Plato)）》 Epistola XIII
- (364a–372a) 《阿克西俄庫篇（英语：Axiochus (dialogue)）》 Axiochus
- (372a–375d) 《論正義（英语：On Justice）》 De Justitia
- (376a–379d) 《論美德（英语：On Virtue）》 De Virtute
- (380a–386b) 《德謨多庫篇（英语：Demodocus (dialogue)）》 Demodocus
- (387b–391d) 《西緒福篇（英语：Sisyphus (dialogue)）》 Sisyphus
- (392a–406a) 《厄律克西亞篇（英语：Eryxias (dialogue)）》 Eryxias
- (406a–410e) 《克利托芬篇（英语：Clitophon (dialogue)）》 Clitopho
- (411a–416a) 《定義篇》 Definitiones

### 其他作品
- 《阿爾孔篇（英语：Halcyon (dialogue)）》 Halcyon：該篇公認爲僞作，並未收錄入艾蒂安版《柏拉圖全集》，可依琉善的作品集頁碼對其引用（儘管該篇可能亦非琉善作品）